# Лозко Галина Сергіївна
Лозко́ Гали́на Сергі́ївна (нар. 3 лютого 1952, Єланець) — український філософ, етнолог, релігієзнавець, засновниця Об'єднання рідновірів України, член НСПУ.

## Освіта і трудова діяльність
1969 р. — Київська середня школа № 140.
1977 р. — філологічний факультет Київського державного університету ім. Тараса Шевченка за спеціальністю філолог, викладач української мови і літератури;
1996 р. — кандидат філософських наук (захист при відділенні релігієзнавства Інституту філософії ім. Г.Сковороди НАН України); тема кандидатської дисертації: «Українське язичництво як джерело побутового релігійного синкретизму» (спеціальність 09.00.11 — релігієзнавство);
2007 р. — доктор філософських наук (захист при кафедрі релігієзнавства філософського факультету Київського національного університету імені Тараса Шевченка); тема докторської дисертації: «Актуалізація української етнорелігії в європейському контексті» (спеціальність 09.00.12 — українознавство).
Працювала у КПІ, Державній академії керівних кадрів освіти, КНУКіМ, Київському університеті ім. Бориса Грінченка. Професор кафедри історії Чорноморського державного університету ім. Петра Могили..

## Сфера інтересів та головні наукові й педагогічні досягнення
- Головна тематика наукової творчості — наукова реконструкція духовно-філософських основ української етнічної релігії, відродження давніх народно-релігійних традицій, обрядів, звичаєвості, морально-етичних цінностей.
- Розробила та впровадила перший у незалежній Україні лекційний курс «Українознавство» (КПІ, 1990, програма, конспект лекцій «Вступ до українознавства»,1991 р. і навчальний посібник «Українське народознавство», 1995);
- Актуалізувала в українському релігієзнавчому дискурсі поняття «етнорелігія» (монографія «Українське язичництво», 1994);
- Автор першої в незалежній Україні монографії  «Етнологія України» (2001); розробка перших лекційних курсів «етнологія» та «етнокультурологія» (КНУКіМ, 1998—2000 рр.).
- Вперше здійснила дослідження персонального архіву професора Володимира Шаяна (Парламентська бібліотека Канади) та публікацію кількох його філософських праць в Україні та інших слов'янських країнах (Словенія, Росія).
- Автор концепції європейського «етнорелігійного ренесансу» (монографії: «Європейський етнорелігійний ренесанс: витоки, сутність, перспективи», «Пробуджена Енея», 2006; докторська дисертація, 2007);
- На основі астрономічних та фольклорно-етнографічних джерел започаткувала новий напрямок реконструкції язичницького календаря (монографія «Коло Свароже. Відроджені традиції», 2004, перевидання 2005, 2006);
- Філологічні дослідження: укладач словника слов'янських антропонімів на 4 тисячі імен («Іменослов, імена слов'янські, історичні та міфологічні», 1998; «Рідні імена», 2011); здійснила фундаментальне текстологічне дослідження і літературний переклад Велесової Книги (зі словником давньослов'янської лексики на 8,5 тис. слів та релігієзнавчим коментарем)  — книга за 15 років перевидавалася 7 разів (2002—2017).

## Громадська та міжнародна діяльність
Засновниця першої в Україні громади рідної віри (1993); офіційна реєстрація конфесії Об'єднання Рідновірів України (2001).
З 1995 р. і донині видавець та головний редактор релігієзнавчого часопису «Сварог. Філософія, Етнологія, Релігієзнавство» (видано 25 випусків); з 2003 р. видавець міжнародного вісника Родового Слов'янського віча «Слава!» (додаток до часопису «Сварог» — видано 13 випусків).
2002 р. — засновниця і ректор Української Духовної Академії Рідновірів (офіційна реєстрація в Державному комітеті України в справах релігій; діяльність на громадських засадах).
З нагоди 10-ліття Незалежності України як голова ОРУ заснувала нагороду за успіхи у відродженні Рідної Віри Орден Святослава Хороброго (нагороджено 9 осіб, серед яких письменники, видавці, діячі української культури).
У 2003 — одна з ініціаторів і засновників міжнародного культурного співробітництва «Родове Слов'янське Віче», що ставить за мету збереження і відродження рідних етнокультурних традицій слов'ян.
Галина Лозко — учасниця багатьох радіо- та телевізійних передач про українську культуру (Радіо Культура, Берегиня, Київ, Четвертий універсал, Велесова криниця, І канал радіо (ведучий Богдан Жолдак), радіостанції «Ера», передач серії «Екологія душі», ТО «Промінь» — Мистецькі діалоги (ведучий Микола Єдомаха), Сніданок з 1+1, УТ-1, автор і учасник циклу передач «Коло Свароже» на ТВ Табачук (1997), учасник передач «Подвійний доказ», Новини 5-го каналу та багатьох інших.

### Монографії, навчальні посібники, науково-популярні книжки
1. Лозко Г. Українське язичництво. — К., Український центр духовної культури.-1994.- 98 с.
2. Лозко Г. Волховник. — К., Український центр духовної культури.-1994.- 16 с.
3. Лозко Г. Правослов. Молитви до Рідних Богів. — К., НКТ «Світовид», 1995. — 94 с.
4. Лозко Г. Українське народознавство. — К., Зодіак-ЕКО, 1995. — 368 с.; Друге доповнене вид.: К., АртЕК, 2004.- 470 с.; третє вид. — Харків, 2005.
5. Лозко Г. С. Волховник. Правослов.- Серія: «Пам'ятки релігійної думки України-Русі». — К., «Сварог», 2001. — 144 с.
6. Lozko H. Rodzima Wiara Ukrainska (польською мовою переклад Антоні Вацика). — Вроцлав, вид. «Топожел» (Польща), 1997. — 125 с.
7. Лозко Г. Іменослов: імена слов'янські, історичні та міфологічні. — К., Редакція часопису «Сварог», 1998. — 176 с.
8. Лозко Г. Етнологія України. Філософсько-теоретичний та етнорелігієзнавчий аспект. — К., АртЕК, 2002. — 304 с.[2]
9. Лозко Г. Велесова Книга — волховник / Переклад, дослідження, оригінальні тексти та словник на 8500 слів. — К., «Такі справи», 2002.- 368 с.; Друге видання: Вінниця, «Континент-Прим», 2004. — 500 ст.; третє вид. — 2006, четверте — 2007.
10. Лозко Г. Коло Свароже. Відроджені традиції. — Український письменник. — К., 2004. — 222 с.
11. Лозко Г. С. Пробуджена Енея. Європейський етнорелігійний ренесанс. — Харків: Див, 2006. — 468 с.
12. Лозко Г. Коло Свароже. Набір художніх святкових листівок Рідної Віри. Наукова реконструкція Г. Лозко; художники: Віктор Крижанівський, Петро Качалаба, Олена Гайдамака. — К.: Такі справи, 2006.
13. Лозко Г. С. Рідна читанка. Для середнього шкільного віку. — Вінниця, «Континент-Прим», 2007. — 64 с., іл. ISBN 978-966-516-269-8.
14. Лозко Г. Коло Свароже. Відроджені традиції. — К.: Український письменник, третє видання виправлене та доповнене — Ніжин: Аспект-поліграф, 2009. — 224 с. ISBN 978-966-340-348-9.
15. Лозко Г. Правослов: молитви до Рідних Богів. — 3-тє вид. оновлене і доповнене. — Ніжин: ТОВ "Видавництво"Аспект-поліграф", 2009. — 208 с. (Серія «Пам'ятки релігійної думки України-Русі») / (Лозко Г.- упорядкування та передмова).ISBN 978-966-340-325-0.
16. Родные Боги в творчестве славянских художников. Художественный альбом и энциклопедия. Составление и комментарии: П. В. Тулаев. Словарные статьи: Г. С. Лозко, П. В. Тулаев. Научный редактор Г. С. Лозко. — Москва, «Слава!». — 2008. — 240 с., цветные иллюстрации. ISBN 978-5-90282-509-8.
17. Лозко Г. Дерево Життя: Українська міфологія для середнього шкільного віку. — К., 2008.- 48 с. ISBN 978-966-8765-50-6. Рекомендовано Вченою радою Гуманітарного інституту Київського університету імені Бориса Грінченка. Протокол № 5 від 18.12.2008.
18. Антологія християнства. Хрестоматія з релігієзнавства та культурології. Серія: «Пам'ятки релігійної думки України-Русі». / За загальною ред. докт. філос. наук Г. Лозко (Упорядники: Лозко Г. С., Борисюк І. В., Богород А. В.). — К.: КМПУ ім. Б. Грінченка, 2009. — 503 с., іл. ISBN 978-966-7548-65-0. Рекомендовано Вченою радою Інституту дошкільної, початкової і мистецької освіти Київського міського педагогічного університету ім. Б.Грінченка. Протокол № 5 від 17.06.2008.
19. Лозко Г. Українське народознавство. — 4-те видання доповнене та оновлене. — Харків: Див, 2010. Рекомендовано Вченою Радою Київського міського педагогічного університету ім. Б.Грінченка як навчальний посібник для студентів педагогічних закладів освіти (Протокол № 5 від 29 травня 2008).
20. Антологія християнства: хрестоматія з релігієзнав. та культурології / за заг. ред. Г. Лозко ; [упоряд.: Лозко Г. С.,Борисюк І. В., Богород А. В.]. — 2-ге вид. - Х., Див. — 2009. — 416 с. — (Серія «Пам'ятки релігійної думки України-Русі»).
21. Антологія християнства. Хрестоматія з релігієзнавства та культурології. Серія: «Пам'ятки релігійної думки України-Русі». — 3-є доповнене видання / За загальною ред. докт. філос. наук Г.Лозко (Упорядники: Лозко Г. С., Борисюк І. В., Богород А. В.). — Тернопіль. — Вид. «Мандрівець», 2010.
22. Лозко Г. С. Етнічні архетипи в поетичній спадщині Б. Д. Грінченка // «Мрії, вистраждані життям…».Монографія. До 145-ї річниці з дня народження Б. Д. Грінченка. Колективна монографія (у двох част.). — К.: КМПУ ім. Б.Грінченка, 2009. — Част. ІІ. — С. 56-69. ISBN 978-966-7548-49-0.
23. Лозко Г. С. Тексти до альбому: Віктор Крижанівський. Світло Пращурів наших. Альбом творчості. — К.: Вид. «Схід — Захід», 2010. — 192 с. (українською, російською, англійською мовами).
24. Лозко Г. Філософія науки. Конспект лекцій для аспірантів. — Тернопіль: «Мандрівець». — 2011. — 32 с.
25. Велесова Книга — волховник / Текстологічне дослідження; літ. пер., релігієзн. комен., підгот. оригінал. текстів, укладання словника та покажчиків Г. Лозко. — Вид. 5-те. — Тернопіль: Мандрівець, 2011. — 520 с. : іл. — (Серія «Пам'ятки релігійної думки України-Русі»).
26. Лозко Г. Рідні імена. Слов'янський іменослов. — Тернопіль: Мандрівець, 2011. — 364 с.
27. Лозко Г. Етнодержавознавство: філософсько-теоретичний вимір: курс лекцій / Г. Лозко. — Тернопіль: Мандрівець, 2012. — 384 с.
28. Лозко Г. Українське народознавство. Видання п'яте, доповнене та перероблене. — Гриф МОН України. — Тернопіль: Мандрівець, 2014.
29. Лозко Г. C. Галшка: Лозки і Гулевичі в XV—XVII ст. Історичний нарис. — Тернопіль: Мандрівець, 2015. — 48 с., іл.
30. Лозко Г. С. Боги і народи: етносоціальний вимір. — Тернопіль, 2015. — 624 с.
31. Лозко Г. С. Орден Бога Сонця: історія та метафізика: [наук. моногр.] / Г. С. Лозко. — Тернопіль: Мандрівець, 2018. — 328 с. ISBN 978-966-944-071-6.

### Участь у колективних наукових, академічних та енциклопедичних працях
1. Релігієзнавчий словник. — За ред. проф. А. Колодного, Б. Лобовика. — К., 1996.
2. Хрестоматія з української літератури. — Укл.: Жебка І., Жебка М. — К.: Наукова думка, 1997.
3. Мала енциклопедія етнодержавознавства. — Національна академія наук України. Інститутдержави і права ім. В. М. Корецького. — Під редакцією академіка УАПН Ю. І. Римаренка. — К.: Генеза — Довіра, 1996.
4. Світова та вітчизняна етнодержавницька думка (у персоналіях). — Національна Академія Наук України. Інститут держави і права ім. В. М. Корецького. Донецький Інститут внутрішніх справ МВС України. — Київ — Донецьк, 1997.
5. Історія релігії в Україні у 10 т./ Редкол.: А.Колодний (голова) та ін. — К.: Укр. центр духовної культури, 1996—1998. — Т. 1.
6. Академічне релігієзнавство. — За науковою редакцією проф. А.Колодного. — К.: Світ знань, 2000. Берегиня України. — К.: Мистецтво, 1996.
7. Небо України. Поетична антологія. — К.: Український письменник, 2001.
8. Лозко Г. С. І. Вишенський, Р. Генон, Й. Г. Гердер, Ю. Евола, Я. Стахнюк, Г. Фай, В. Шаян, К. М. Грушевська, Ф. Вовк // Історія соціологічної думки: енциклопедичний словник-довідник: за заг. ред. В. М. Пічі. — Львів, Новий Світ, 2016 (Колективна праця — 9 статей-персоналій написані Г. С. Лозко).
9. Понад 300 статей у журналах та наукових збірниках.

### Деякі статті у збірниках та електронних ресурсах
1. Лозко Г. Ренесанс язичництва. Етнорелігійні рухи в країнах Європи // Політика і час. — 2004. — № 1. — С. 89 — 96.
2. Лозко Г. Христианство как инструмент глобализации (насильственное крещение славян и его последствия) // Славянское Вече-3: Материалы международной научно-практической конференции «Славянский мир в условиях глобализации». — Минск, 2005. — С.156-170.
3. Лозко Г. С. Лукаш і Мавка родом з Рігведи // Сварог. — 2001. — № 11-12, — С. 41.
4. Лозко Г. Великий Волхв України. До 70-річчя Відродження Рідної Віри та 95-річчя Волхва Володимира Шаяна // Сварог. — 2004. — Вип. 15 — 16. — С. 13 — 19.
5. Лозко Г. С.Этнорелигия как естественная альтернатива глобализации и ассимиляции славян // Культура XXI века. Четвертый международный конгресс-фестиваль мировой и национальных культур. — Под ред. В. Н. Пруса. — Ялта, 2005. — С.91-94.
6. Лозко Г. Християнізація слов'ян як етноцид // Мультиверсум. Філософський альманах. Інститут філософії імені Г. С. Сковороди НАН України. — Випуск 59. — 2006. — С.158-169.
7. Лозко Г. С. Руські волхви як духовний суспільний стан // Наука. Релігія. Суспільство. — Донецький державний інститут штучного інтелекту. — 2006. — № 4. — С. 205—211.
8. Лозко Г.С. Переоцінка духовно-релігійних цінностей українськими мислителями XIX — XX століть // Актуальні проблеми історії, теорії та практики художньої культури. Збірник наукових праць. — Міністерство культури та туризму України. Державна академія керівних кадрів культури і мистецтв. Київський національний університет імені Тараса Шевченка. — Вип. XVII. — К.: Міленіум, 2006. — С. 164—173.
9. Лозко Г. С. Язичництво — світогляд і спосіб життєдіяльності // Сунце — старешина словенског народа. Зборник радова «Коференциjе о словенском наслеђу» — ЕЕКЦ «СФЕРА», Нови Сад, 2007. — С. 152—156.
10. Лозко Г. С. До питання періодизації та реконструкції української етнорелігії // Персонал. — 2007. — № 1. — С.42-49.
11. Лозко Г. Гіпатія — знакова постать еллінізму / Г. Лозко // Сварог. — 2007. — Вип. 21. — С. 54.
12. Лозко Г. Скіфський філософ Анахарсіс / Г. Лозко // Сварог. — 2007. — Вип. 21. — С. 52-53.
13. Лозко Г. Християнізація Руси — благодать чи національна трагедія? / Г. Лозко // Сварог. — 2007. — Вип. 21. — С. 16-18.
14. Лозко Г. С.Феноменальність етнічних архетипів священного // Філософія, психологія, педагогіка. — Вісник НТУУ «КПІ». — № 2 (17), 2008. — C. 15 — 19.
15. Лозко Г. С. Слов'янська етнорелігія в боротьбі за життя // Сунце — старешина словенског народа. Зборник радова «Коференциjе о словенском наслеhу» — ЕЕКЦ «СФЕРА», Нови Сад, 2008.- С. 104—109.
16. Лозко Г. С. Володимир Шаян — основоположник відродження рідної віри // Сварог. — 1999. — Вип. 9. — С. 5 — 8.
17. Lozko Galina. The role of the native faith in the White Renaissance //The White World Future / International Conference, Moscow, 2008. — Athenaeum, 2008. — S. 98 — 103.
18. Лозко Г. С. Религиозное оружие в 4-ой мировой войне // Славянское Вече-4. Материалы международной научно-практической конференции «Славянский мир в условиях глобализации». — Минск, 2008. — С. 289—295.
19. Лозко Г. С. Этнорелигиозный ренессанс в странах Европы // Славянское Вече-4. Материалы международной научно-практической конференции «Славянский мир в условиях глобализации». — Минск, 2008. — С. 110—118.
20. Лозко Г.С. Україна в контексті європейського етнорелігійного ренесансу // Покликання служити науці і людям. Науковий збірник на пошану професора Георгія Кожолянка. — Чернівецький національний університет імені Федьковича. Науково-дослідний інститут українознавства Міністерства освіти і науки України. — Чернівці, 2008. — С.191-197.  ISBN 978-966-482-009-4.
21. Лозко Г. С. Християнська етика як підґрунтя релігійного фанатизму // Вісник національного технічного університету України «Київський політехнічний інститут». Філософія. Психологія. Педагогіка: Зб. Наукових праць. — К.: ІВЦ «Політехніка», 2008. — № 1 (22). — С. 31-34.
22. Лозко Г. С. Слов'янський пантеон у світлі етнорелігійного ренесансу // Українська академія мистецтва. Дослідницькі та науково-методичні праці. Вип. 15.- К.: Вид. ТОВ «Діа», 2008. — С.38 — 56.
23. Lozko Galyna. Rodzimowierstwo jako swiatopoglad і sposob zycia // Slawa! Zwiastun Rodowego Wiecu Slowian. — Nr.5. — 2008.
24. Лозко Г.С. Русь — це ми! Передмова до книги // Ю.Миролюбов. Ригведа и язычество. — К.: КИТ, 2009.  — С.5-8. ISBN 978-966-8550-82-9.
25. Лозко Г. С. Ренессанс Пан-арийской мысли // Атеней. Русский международный журнал. — 2009. — № 9-10. С. 68 −70.
26. Лозко Г. Культ Сварога у слов'ян (емпіричні матеріали для релігієзнавчої реконструкції) // Історія. Філософія. Релігієзнавство. — 2009. — № 3. — С.47 — 55.
27. Лозко Г., Косянчук П. Методологічні орієнтири української правової реальності // Про українське право. Правова освіта і наука. Число IV. Часопис кафедри теорії та історії держави і права Київського національного університету ім. Тараса Шевченка. — К., 2009. — С.253 — 265. ISBN 978-966-349-240-7.
28. Лозко Г. Постхристиянська модель національно-екзистенційної методології // Наукові записки: Серія  «Культурологія».- Вип.4. — Національний університет «Острозька академія». — Острог, 2009. — С. 20-31. ISBN 978-966-2254-07-2.
29. Лозко Г. С.Праворадикальна філософія про збереження етнокультурної ідентичності європейців //Наукові записки: серія «Філософія». — Вип.5. — Національний університет «Острозька академія». — Острог, 2009. — С.3 −13. ISBN 966-7631-79-6.
30. Лозко Г. С. Початки рідної мови та писемності // Альманах Українського народного союзу. — Парсипані, Ню-Джерзі, США. — 2010. — Річник 100. — С.19 −37.
31. Лозко Г. С. Пріоритети національної аксіології в сучасному освітньому просторі //Актуальні філософські та культурологічні проблеми сучасності / Збірник наукових праць. — Вип. № 25 / Відп. Ред.: М. М. Бровко, О. Г. Шутов. — К.: Вид.центр КНЛУ, 2009. — С. 364—371.
32. Лозко Г. С. Глобалізація і освітній простір України // Сварог. Філософія, Етнологія, Релігієзнавство. — 2010. — № 22. — С. 3 — 6.
33. Лозко Г. Національні цінності на тлі глобального хаосу // Слово Просвіти. — № 21, 27 травня — 2 червня 2010. — С.4-5.
34. Лозко Г. С. Национальное образование и воспитание в контексте глобального хаоса / Г. Лозко // «Русь языческая»: этническая религиозность в Росии и Украине XX—XXI вв. — Нижний Новгород, 2010. — Вып. 1. — С. 42-44.
35. Лозко Г. С. Чи можлива національно-культурна освіта в глобальному світі? // Людиноцентризм як домінанта соціокультурних вимірів людського буття. Шинкаруківські читання 26 квітня 2010 року. Матеріали Всеукраїнської науково-практичної конференції. — К., 2010.
36. Лозко Г. Культ Сварога в слов'ян: компарат-релігієзнав. дослідж. / Г. Лозко // Triglav: Religioznipomenprislovanih: Zbornik šestemednarodnekonference «Slavanskadediščizna» nagraduStrugaod 8 do 9 avgusta 2009. — Ljubljana, 2010. — S. 133—147.
37. Лозко Г. Культ Сварога в Рідній Вірі. Обряд Сварожини в Рідній Вірі / Г. С. Лозко // Сварог. Філософія, Етнологія, Релігієзнавство. — 2010. — № 22. — С. 29-35 ; 86-88.
38. Лозко Г. Теологія Триглава за українськими джерелами / Г. Лозко // Triglav: Religiozni pomen pri slovanih: Zbornik šeste mednarodne konference «Slavanska dediščizna» nagradu Struga od 8 do 9 avgusta 2009. — Ljubljana, 2010. — S. 148—155.
39. Лозко Галина.Концепция за запаюване на славянската идентичност // Етническите деформации. — Патриотични семинари. — Русе, Болгария: Издательска кыща «Ахат», 2011.  — С.165-173. Болгарською мовою.
40. Лозко Г. Методологічні засади антиглобальної філософії // Філософський часопис: Зб. Наук. праць. — Київський ун-т імені Бориса Грінченка, 2011. — № 1- 2. — С.6 — 10.
41. Лозко Г. Світогляд українців (за Велесовою книгою, фольклором та археологічними даними) //Мандрівець. Всеукраїнськийнауковий журнал. — 2011. — № 2. — С. 9 −19.
42. Лозко Г. Богослов'я Стрибоже // Сварог. Філософія, Етнологія, Релігієзнавство. — 2011. — № 23. — С.26-31.
43. Лозко Г. Народний Звичай та народна пам'ять / Г. С. Лозко // Дім і сім'я. — 2011. -№ 5. — С. 13-15.
44. Лозко Г. Світогляд українців (за Велесовою книгою, фольклором та археологічними даними) / Г. Лозко // Мандрівець. — 2011. — № 2. — С. 9-19.
45. Лозко Г. Ноосферний та етноекологічний дискурс освіти в умовах трансгуманітарних викликів Життю / Г. С. Лозко // Неперервна професійна освіта: теорія і практика. — 2011. — Вип. 1. — С. 42-59.
46. Лозко Г. Пам'ять Роду. Міфологія Священного. Світогляд слов'ян та ідея Вічного повернення / Г. С. Лозко // Дім і сім'я. — 2011. -№ 6. — С. 11-13.
47. Лозко Г. С. Козацьке виховання і релігія: подолання стереотипів мислення // Материалы научно-практической конференции по развитию казачества в Луганской области. — Луганск, Донецк, 2011. — С. 172—177.
48. Лозко Г.: Традиция и аутентика в родной вере как единственная альтернатива глобальному нью-эйджу // Материалы международной научно-практической конференции «Родная вера — духовный стержень славянской культуры». — Историко-культурное просветительское общество «Союз венедов». — Санкт-Петербург, 2012. — С.35-44.
49. Лозко Г.: Феномен національного в умовах трансгуманітарного суспільства // Наукові праці: науково-методичний журнал. — Миколавїв. Видво ЧДУ ім. Петра Могили, 2012. — Вип. 171. Т.183. Юриспруденція. Соціологія, — С.59 −64.
50. Лозко Г. С. Проблеми толерантності в українському суспільстві: на прикладі взаємин християн із рідновірами // Наукові праці: науково-методичний журнал. — Миколаїв. Вид-во ЧДУ ім. Петра Могили, 2013. — Вип. 199. Т.211. Серія «Соціологія». — С.65 −71.
51. Лозко Г. С. Етнорелігійні архетипи у звичаєвому праві Давньої Русі // Наукові праці: науково-методичний журнал. — Миколаїв. Вид-во ЧДУ ім. Петра Могили, 2013. — Вип. 213. Т.225. Серія «Соціологія». — С.60–64.
52. Лозко Г. 1025-річчя національної трагедії //Заповіт Батьків. Суспільно-політичний часопис Всеукраїнського об'єднання ветеранів. — № 1-2, 2013. — С.198-200.
53. Лозко Г. Концепция сохранения славянской идентичности // http://www.bulgaria88.narod.ru/Російською [Архівовано 2 квітня 2015 у Wayback Machine.] мовою
54. Лозко Г. Рідна Віра в літературному процесі ХХ — ХХІ ст.// Сучасні проблеми мовознавства та літературознавства (Збірник наукових праць). — Вип. 16. — Ужгород, Видавництво УжНУ «Говерла», 2011. — С. 178—183. (Наукове фахове вид.). Електр. Ресурс:        http://www.oru.org.ua/index.php/bogoznavstvo/statti/324-ridna-vara-v-literaturnomu-protsesi.html [Архівовано 2 квітня 2015 у Wayback Machine.]
55. Лозко Г. Концепција очувања словенског идентитета  // https://web.archive.org/web/20150703021150/http://www.svevlad.org.rs/rodoved_files/lozko_identitet.html Сербською мовою.
56. Лозко Г.: Концепција очувања словенског идентитета // https://web.archive.org/web/20140122132132/http://slovanstvo.si/index.php/2011/02/26/koncept-ohranjanja-slovanske-identitete/ Сербською мовою
57. Язичницька концепція Часу. Ел. ресурс: http://oru.org.ua/index.php/bogoznavstvo/statti/252-2012-06-08-09-59-21.html [Архівовано 2 квітня 2015 у Wayback Machine.]
58. Історія Родового Слов'янського віча. Ел.ресурс: http://oru.org.ua/index.php/component/content/article/34-hto-mi-k/288-123231.html
59. Мода на «мольфарство» в розпалі — будьте обережними. Ел. ресурс: http://oru.org.ua/index.php/bogoznavstvo/statti/232-moda-na-molfarstvo.html [Архівовано 2 квітня 2015 у Wayback Machine.]
60. Метафізика жертовності в рідній вірі. Ел.ресурс: http://oru.org.ua/index.php/component/content/article/221-metafizika.html [Архівовано 2 квітня 2015 у Wayback Machine.]
61. Лозко Г. С. «Кінець Світу» чи Вічне Повернення? // Електр. Ресурс: http://oru.org.ua/index.php/bogoznavstvo/statti/311-kinets-svitu-chy-vichne-povernennia.html [Архівовано 3 липня 2015 у Wayback Machine.]
62. Лозко Галина. Одговор на текст Романа Шиженского јаву, праву и наву (Отклик на статью Романа Шиженского «Явь, Правь и Навь» — как религиозно-философские основы славянского неоязычества") — сербською та російською мовами // Ел. ресурс:  https://web.archive.org/web/20150402102543/http://www.svevlad.org.rs/rodoved_files/lozko_shizhenski.html
63. Лозко Г. С. Проблеми відновлення етики рідної віри // Етика рідної віри. Матеріали міжнародної науково-практичної конференції «Морально-етичні норми життя слов'ян: рідновірська етика». Ужгород, Україна 12-13 липня 2013. -  Тернопіль: Мандрівець, 2014. — С.25 −42.
64. Лозко Г. С. Вінок не носять щодня // Електр. Ресурс:  http://www.oru.org.ua/index.php/bogoznavstvo/obryadi-ta-zvichayi/226-vinoknenosyathodnya.html [Архівовано 3 липня 2015 у Wayback Machine.]
65. Лозко Г. С. Витоки українського Звичаєвого права  в релігійності давньої Русі // Козацька бібліотека. Інтернетресурс: http://kozakbiblio.web-box.ru/zvichave-pravo/konferenc/21-22032011-mzhnarodna-naukovo-praktichna/gslozko-vitoki-ukranskogo-zichavogo-prava/ [Архівовано 3 липня 2015 у Wayback Machine.]
66. Лозко Г. С. Постхристиянське суспільство: археофутуристичний прогноз / Лозко Галина // Наукові праці: науково-методичний журнал. — Миколаїв: ЧДУ ім. Петра Могили, 2012. — Вип. 189, Т. 201. Соціологія. — С. 32–37.
67. Лозко Г. С. Проблеми толерантності в українському суспільстві: на прикладі взаємин християн із рідновірами / Лозко Галина // Наукові праці: науково-методичний журнал. — Миколаїв: ЧДУ ім. Петра Могили, 2013. — Вип. 199. Т.211. Серія «Соціологія». — С. 65 –71.
68. Лозко Г. С. Етносоціальне і культово-релігійне значення Велесової Книги / Галина Лозко // Велесова Книга — елемент культури українського народу: Матеріали Всеукраїнської наукової конференції «Велесова Книга — елемент культури українського народу» (30 листопада 2013 р.) / Упор. І. П. Ющук. — Тернопіль: Мандрівець, 2013. — С. 23–29.
69. Лозко Г. С. Проблеми відновлення етики рідної віри / Лозко Галина // Етика рідної віри. Матеріали міжнародної науково-практичної конференції «Морально-етичні норми життя слов'ян: рідновірська етика». Ужгород, Україна 12-13 липня 2013. — Тернопіль: Мандрівець, 2014. — С.25–42.
70. Лозко Г. С. Критерії типології НРР і релігієзнавча класифікація рідної віри / Лозко Галина // Наукові праці: Соціологія. — Випуск 246, том 258. — Миколаїв: ЧДУ ім. Петра Могили. — 2015. — С. 124—131.
71. Лозко Г. С. Етносоціальні категорії філософії релігії: «метафізика крові» та «нумінозна сила» / Лозко Галина // Наукові праці: Філософія. — Випуск 245, том 257. — Миколаїв: ЧДУ ім. Петра Могили. — 2015. — С. 58–64.
72. Лозко Г. С. Еволюція уявлень про душу: від етнічних до світових релігій // Наукові праці: Філософія, Випуск 250, том 262. — С. 64-70. — Миколаїв: ЧДУ ім. Петра Могили. — 2015.
73. Лозко Г. С. Автентичні етнорелігії і проблеми типології нових релігійних рухів / Лозко Галина // Вісник Черкаського університету. Серія: Філософія. — № 31 (364). — Черкаси, 2015. — С. 96–106.
74. Лозко Г. С. Символіка жінки-птаха в українській культурі // Україна в етнокультурному вимірі століть. — Випуск 5: «Міфи і символіка в етнокультурі українців» / Збірник наукових праць / Відп. ред. П. М. Чернега. — К.: НПУ імені М. П. Драгоманова. — К., 2015. — С.33–41.
75. Лозко Г. С. Концепція викладання християнської етики Г. С. Сковороди: релігієзнавчий аналіз / Лозко Галина // Наукові праці: Філософія, Випуск 274, том 286. — Миколаїв: ЧДУ ім. Петра Могили. — 2015. — С. 37–42.
76. Лозко Г. С. Актуалізація слов'янської антропоніміки в рідній вірі (філософсько-релігієзнавчий аспект) // Приятель українців. 150 років від дня народження Р. Ф. Кайндля. Збірник наукових статей за матеріалами міжнародної наукової конференції «150 років від дня народження Р. Ф. Кайндля», 23 вересня 2016 р. — Чернівці: «Арт-Друк», 2016, стор. 160—170.
77. Лозко Г. С. Історія Родового Слов'янського віча // Міжнародна науково-практична конференція «Ольвійський форум» — 2016: Наукові праці: науково-методичний журнал. — Випуск 262. — Т. 274. Історія. — Миколаїв: ЧДУ імені Петра Могили, 2016. — С. 17–24.
78. Лозко Г. С. Революція світогляду в концепції «Задруги» Яна Стахнюка // Наукові праці: науково-методичний журнал. — Випуск 280. — Т. 292. Історія. — Миколаїв: ЧДУ імені Петра Могили, 2017. — С.44–48.
79. Лозко Г. С. Орденська модель українського ренесансу в етнофілософії Володимира Шаяна // Наукові праці: науково-методичний журнал. — Випуск 288. — Т. 300. Філософія. — Миколаїв: ЧДУ імені Петра Могили, 2017. — С. 10–14.

Автореферат дисертації: Лозко Г. С. Актуалізація української етнорелігії в європейському контексті: автореф. дис. на здобуття наук. ступеня д-ра філософ.
наук: спец. 09.00.12 «Українознавство» / Г. С. Лозко ; Київ. нац. ун-т ім. Т.Шевченка. — К., 2007. — 34 с.  — Ел. ресурс  

### Фільми за участю Галини Лозко
1. Галина Лозко науковий консультант документального фільму «Українські роси» режисера Георгія Давиденка (Студія Київнаукфільм, 2001 р.).
2. За участю Г.Лозко: Науково-популярний фільм «Острів забутих Богів» (автор сценарію та режисер Ганна Гомонай) 2003 р.
3. За участю Г.Лозко: Документальний багатосерійний просвітницький фільм «Логос», автор сценарію та режисер: Дмитро Ломачук, виробництво: телестудія «Логос» ВУТ «Просвіта», рік випуску: 2008—2012. Серія про писанкарство (Великдень в Україні).
4. За участю Г.Лозко: Науково-популярний фільм із серії «Брама Часу» — «Арійський стандарт [Архівовано 19 березня 2015 у Wayback Machine.]»  — К., 2010 р.:
5. За участю Г.Лозко: Відео-лекція «Традиційна духовна культура Руси-України [Архівовано 29 березня 2016 у Wayback Machine.]» — К., 2014 р.:
6. Науково-біографічний фільм про Богдана Війтенка «Мовчазний урок»: Міжнародний проект (Бразилія): Галина Лозко — науковий консультант, дослідження архіву професора В.Шаяна та біографії його учня засновника Бразильської школи йоги українця Богдана Війтенка (2017 р.). Португальською мовою: https://www.youtube.com/watch?v=eOSDKteGbA4 [Архівовано 8 травня 2019 у Wayback Machine.]

Загальний наклад одноосібних авторських книг Галини Сергіївни Лозко — 122 000 примірників.

### Енциклопедичні видання про діяльність Галини Лозко
1. Стаття-персоналія про Галину Лозко: Філософія: ідеї, ідеології, персоналії: Ілюстрований енциклопедичний довідник / Укладач Ю.Омельченко. — К.,2009. — С. 192.
2. Збірка біографій видатних людей Київщини: «Постаті Київщини». — Випуск 2. — К.: Міленіум, 2008. — С. 86–87.
3. Стаття-персоналія в багатотомному виданні Інституту енциклопедичних досліджень НАН України  «Енциклопедія Сучасної України» (готується до друку: Т. 14).
4. Богород А. Галина Лозко // Енциклопедія Сучасної України. — К.: Інститут енциклопедичних досліджень НАН України. — 2016. — Т. 17 // або ел. ресурс: http://esu.com.ua/search_articles.php?id=56239 [Архівовано 7 листопада 2017 у Wayback Machine.]
5. Сморжевська О. Постмодерністські візії релігійності: сучасне язичництво у міській культурі (Україна в загальноєвропейському контексті). — Монографія. — К., 2017. — 198 с.